# Лабунский, Михаил Степанович
Михаил Степанович Лабунский (23 мая 1923, Харьков, Украинская ССР, СССР — ?) — советский футболист, нападающий.
Окончил 7 классов и школу ФЗУ завода «Серп и Молот», работал слесарем. С июля 1941 — участник Великой Отечественной войны, был дважды ранен. Воспитанник харьковского «Динамо». Выступал за местные «Дзержинец» (1946—1947) и «Локомотив» (1948—1950). В июле — сентябре 1951 провёл пять матчей за ленинградский «Зенит». Вернувшись в Харьков, выступал в КФК за «Энергию».
Умер 11 марта 1981 году.